# Gałęzice
Gałęzice – wieś w Polsce położona w województwie świętokrzyskim, w powiecie kieleckim, w gminie Piekoszów.
W latach 1975–1998 miejscowość administracyjnie należała do województwa kieleckiego.
Przez wieś przechodzi  niebieska ścieżka rowerowa do Piekoszowa.
W pobliżu wsi znajduje się wyrobisko dawnego kamieniołomu Stokówka, w którym eksploatowano żyłę kalcytową typu „różanka”, oraz czynny kamieniołom wapieni dewońskich Ostrówka, należący do Nordkalk Miedzianka S.A.
29 września 1944 własowcy pod dowództwem oficerów niemieckich spacyfikowali wieś. Zamordowali 5 osób i spalili 44 budynki.

## Części miejscowości
| SIMC    | Nazwa      | Rodzaj    |
| ------- | ---------- | --------- |
| 0261350 | Borki      | część wsi |
| 0261367 | Dolinki    | część wsi |
| 0261373 | Podlesie   | część wsi |
| 0261380 | Skałka     | część wsi |
| 0261396 | Stara Wieś | część wsi |
| 0261404 | Ściegna    | część wsi |
| 0261410 | Zagórze    | część wsi |